# Mesaspis monticola
Mesaspis monticola là một loài thằn lằn trong họ Anguidae. Loài này được Cope mô tả khoa học đầu tiên năm 1878.